# Пловуше
Пловуше или гушчарице (лат. Anseriformes) су ред птица средње величине, са неколико крупнијих врста. Ред обухвата око 150 врста, које су у свом животу везане за воду. Група садржи, између осталих, птице које у свакодневном језику називамо гуске, патке и лабудови.

## Опис
Тело је обрасло густим непромочивим перјем које стално премазују масним секретом добро развијене тртичне жлезде, перје је водоотпорно и код већине птица, а посебно мужјака, шарено (види: полни диморфизам). Пловуше уопштено имају збијено, чврсто тело с релативно малом главом, која је често смештена на дугачком врату. Осим код Anhimidae, кљун пловуша је више или мање широк и пљоснат, покривен меком рожном превлаком са чврстим задебљањем на крају кљуна. Код неких је прилагођен цеђењу воде. Врх има често заоштрен и врло чврст како би птици олакшао откидање биљног материјала. Мужјаци имају спољашњи копулациони орган. Ноге ових птица су пропорционално врло кратке, са по 4 прста, од којих су 3 напред управљена и спојена пловном опном, служе за брзо кретање у води. У време митарења већина врста губи све перје истовремено. У том су раздобљу птице врло неупадљиво обојене што им служи као заштита у том времену кад не могу да лете. Улогу топлотног изолатора тада има паперје и слој масноће, који имају испод коже. Носе јаја уједначених боја из којих се легу младунци способни да одмах живе изван гнезда (нидифугни младунци).

## Станиште и исхрана
Пловуше углавном живе близу воде, у мочварама, уз ушћа и на обалама река или мора. Неке врсте проводе већи део живота на отвореном мору, а на копно долазе само у време парења и подизања младих. Већина се храни на или у близини површине воде, неке роне и хране се воденим биљем, док се нарочито гуске, лабудови и Anhimidae хране и на копну, пасући траву и друго биље. Паткарице редовно гутају каменчиће који им у мишићавом желуцу служе као гастролит за уситњавање хране.

## Лет
Већина пловуша су изврсни летачи; Anser indicus је чак птица која лети више од било које друге врсте. Многе врсте као селице прелећу велике раздаљине између подручја где се гнезде и подручја где презимљују. Те удаљености могу бити и више хиљада километара.

## Класификација
Систематика реда пловуша није усаглашена и постоје различити приступи код различитих аутора. Важан проблем представља међусобан однос група гусака, патака, лабудова, њорки и ронаца, које се третирају или као засебне породице, или као потпородице једне породице (у том случају породице патака, Anatidae).
Вероватне родбинске везе између породица, које се најчешће издвајају у оквиру реда пловуша су представљене на следећем дијаграму:
|  | Патке ()                                                       |
|  |                                                                |
|  | \| \| Праве гуске () \| \| \| \| \| \| Лабудови () \| \| \| \| |
|  |                                                                |
|  | Патке ронилице ()                                              |
|  |                                                                |
|  | Ронци ()                                                       |
|  |                                                                |
|  | Праве гуске ()                                                 |
|  |                                                                |
|  | Лабудови ()                                                    |
|  |                                                                |

|  | Праве гуске () |
|  |                |
|  | Лабудови ()    |
|  |                |

|  | Патке ()                                                       |
|  |                                                                |
|  | \| \| Праве гуске () \| \| \| \| \| \| Лабудови () \| \| \| \| |
|  |                                                                |
|  | Патке ронилице ()                                              |
|  |                                                                |
|  | Ронци ()                                                       |
|  |                                                                |
|  | Праве гуске ()                                                 |
|  |                                                                |
|  | Лабудови ()                                                    |
|  |                                                                |

|  | Праве гуске () |
|  |                |
|  | Лабудови ()    |
|  |                |

|  | Патке ()                                                       |
|  |                                                                |
|  | \| \| Праве гуске () \| \| \| \| \| \| Лабудови () \| \| \| \| |
|  |                                                                |
|  | Патке ронилице ()                                              |
|  |                                                                |
|  | Ронци ()                                                       |
|  |                                                                |
|  | Праве гуске ()                                                 |
|  |                                                                |
|  | Лабудови ()                                                    |
|  |                                                                |

|  | Праве гуске () |
|  |                |
|  | Лабудови ()    |
|  |                |

|  | Патке ()                                                       |
|  |                                                                |
|  | \| \| Праве гуске () \| \| \| \| \| \| Лабудови () \| \| \| \| |
|  |                                                                |
|  | Патке ронилице ()                                              |
|  |                                                                |
|  | Ронци ()                                                       |
|  |                                                                |
|  | Праве гуске ()                                                 |
|  |                                                                |
|  | Лабудови ()                                                    |
|  |                                                                |

|  | Праве гуске () |
|  |                |
|  | Лабудови ()    |
|  |                |

### Врсте
На списку су наведене неке најпознатије врсте из породице Пловки (Anatidae):
| Врста, стручни назив | Врста, српски назив                |
| -------------------- | ---------------------------------- |
|                      | Шиљкан                             |
|                      | Пловка кашикара                    |
|                      | Крџа, Кржљура                      |
|                      | Звиждара                           |
|                      | Глувара                            |
|                      | Гроготовац, Пупчаница              |
|                      | Чегртуша                           |
|                      | Лисаста гуска                      |
|                      | Дивља гуска                        |
|                      | Краткокљуна гуска                  |
|                      | Снежна гуска                       |
|                      | Мала лисаста гуска                 |
|                      | Гуска глоговњача                   |
|                      | Риђоглава патка                    |
|                      | Ћубаста патка                      |
|                      | Морска црнка                       |
|                      | Патка њорка, Патка црнка           |
|                      | Гриваста гуска                     |
|                      | Канадска гуска                     |
|                      | Белолика гуска                     |
|                      | Гуска црвеновољка                  |
|                      | Патка дупљашица                    |
|                      | Исландска патка дупљашица          |
|                      | Снежна гуска                       |
|                      | Ледењарка                          |
|                      | Црни лабуд                         |
|                      | Мали лабуд, Жутокљуни лабуд        |
|                      | Велики лабуд, Жутокљуни лабуд      |
|                      | Црвенокљуни лабуд, Лабуд грбац     |
|                      | Арлекинка                          |
|                      | Мраморка                           |
|                      | Баршунасти турпан                  |
|                      | Црни турпан                        |
|                      | Мали ронац                         |
|                      | Велики ронац                       |
|                      | Средњи ронац                       |
|                      | Превез                             |
|                      | Белоглава патка, Бјелоглава пловка |
|                      | Штелерова гавка                    |
|                      | Пловка ледењарка, Гавка            |
|                      | Краљевска гавка                    |
|                      | Златокрила утва, Пловка превез     |
|                      | Шарена утва                        |